# Jimmy Crute
Jimmy Crute (Nueva Gales del Sur, Australia, 4 de marzo de 1996) es un artista marcial mixto australiano que compite en la división de peso semipesado de Ultimate Fighting Championship. Desde el 18 de julio de 2022 es el número 15 en la clasificación de peso semipesado de la UFC.

## Primeros años
Crute procede de una larga estirpe de boxeadores por parte de sus padres, y éstos le iniciaron en el kárate a los cuatro años y en el judo a los ocho. Crute comenzó a entrenar jiu-jitsu brasileño a los 11 años, sin embargo, no fue hasta los 12 años que descubrió las MMA. A los 19 años, debutó como profesional en Hex Fight Series de Melbourne, ganando con una sumisión en el primer asalto.

## Carrera de artes marciales mixtas

### Carrera temprana
Crute luchó exclusivamente en Hex Fight Series, en Australia y ganó tres veces los campeonatos de peso ligero contra Ben Kelleher, Steven Warby y Doo Hwan Kim. Acumuló un récord de 7-0 con dos TKOs y dos sumisiones antes de competir en el Dana White's Tuesday Night Contender Series.

### Dana White's Tuesday Night Contender Series
Apareció en el programa de la serie web Dana White's Contender Series 14. Allí, Crute enfrentó a Chris Birchler y ganó el combate por TKO en el primer asalto el 24 de julio de 2018 y fue firmado por UFC.

### Ultimate Fighting Championship
Crute debutó en la UFC contra Paul Craig el 2 de diciembre de 2018 en UFC Fight Night: dos Santos vs. Tuivasa. Ganó el combate por sumisión en el tercer asalto.
Crute se enfrentó a Sam Alvey el 10 de febrero de 2019 en UFC 234. Ganó el combate por TKO en el primer asalto.
Crute se enfrentó a Misha Cirkunov el 14 de septiembre de 2019 en UFC Fight Night: Cowboy vs. Gaethje. Perdió el combate por sumisión en el primer asalto.
Crute se enfrentó a Michał Oleksiejczuk el 23 de febrero de 2020 en UFC Fight Night: Felder vs. Hooker. Ganó el combate por sumisión en el primer asalto. Esta victoria le valió el premio a la Actuación de la Noche.
Crute se enfrentó a Modestas Bukauskas el 18 de octubre de 2020 en UFC Fight Night: Ortega vs. The Korean Zombie. Ganó el combate por KO en el primer asalto. Esta victoria le valió el premio a la Actuación de la Noche.
Crute se esperaba que se enfrentara a Johnny Walker el 27 de marzo de 2021 en UFC 260. Sin embargo, Walker se retiró del combate a principios de febrero alegando una lesión en el pecho. Posteriormente, los responsables de la promoción decidieron retirarlo de la cartelera y reprogramarlo contra Anthony Smith el 24 de abril de 2021 en UFC 261. Perdió el combate por TKO en el primer asalto.
Como primer combate de su nuevo contrato de cuatro combates, estaba programado para enfrentarse a Jamahal Hill el 2 de octubre de 2021 UFC Fight Night: Santos vs. Walker. Sin embargo, a principios de septiembre, el combate se trasladó al 4 de diciembre de 2021 en UFC on ESPN: Font vs. Aldo. Perdió el combate por KO en el primer asalto.

## Campeonatos y logros

### Artes marciales mixtas
- Ultimate Fighting Championship
  - Actuación de la Noche (dos veces) vs. Michał Oleksiejczuk y Modestas Bukauskas[25][28]
- Hex Fight Series
  - Campeón de Peso Semipesado de Hex Fight Series (una vez)[9]
    - Dos defensas exitosas del título[10][11]

## Vida personal
Crute era un conductor de carretilla elevadora a tiempo completo antes de ser contratado por la UFC.

## Récord en artes marciales mixtas
| Récord profesional | Récord profesional | Récord profesional |
| 18 peleas          | 12 victorias       | 4 derrotas         |
| ------------------ | ------------------ | ------------------ |
| Nocaut             | 5                  | 2                  |
| Sumisión           | 4                  | 2                  |
| Decisión           | 3                  | 0                  |
| Empates            | 2                  | 2                  |

| Resultado | Récord | Oponente            | Método                                | Evento                                        | Fecha                    | Ronda | Tiempo | Localización                   | Notas                                                                                |
| --------- | ------ | ------------------- | ------------------------------------- | --------------------------------------------- | ------------------------ | ----- | ------ | ------------------------------ | ------------------------------------------------------------------------------------ |
| Empate    | 12-4-2 | Rodolfo Bellato     | Empate (mayoritario)                  | UFC 312                                       | 9 de febrero de 2025     | 3     | 5:00   | Sídney                         |                                                                                      |
| Derrota   | 12-4-1 | Alonzo Menifield    | Sumisión (guillotine choke)           | UFC 290                                       | 8 de julio de 2023       | 2     | 1:55   | Las Vegas, Nevada              |                                                                                      |
| Empate    | 12-3-1 | Alonzo Menifield    | Empate (mayoritario)                  | UFC 284                                       | 12 de febrero de 2023    | 3     | 5:00   | Perth                          | A Menifield se le descontó 1 punto en la ronda 3 debido a que se agarró de la valla. |
| Derrota   | 12-3   | Jamahal Hill        | KO (puñetazos)                        | UFC on ESPN: Font vs. Aldo                    | 4 de diciembre de 2021   | 1     | 0:48   | Las Vegas, Nevada              |                                                                                      |
| Derrota   | 12-2   | Anthony Smith       | TKO (parada médica)                   | UFC 261                                       | 24 de abril de 2021      | 1     | 5:00   | Jacksonville, Florida          |                                                                                      |
| Victoria  | 12-1   | Modestas Bukauskas  | KO (puñetazos)                        | UFC Fight Night: Ortega vs. The Korean Zombie | 18 de octubre de 2020    | 1     | 2:01   | Abu Dhabi                      | Actuación de la Noche.                                                               |
| Victoria  | 11-1   | Michał Oleksiejczuk | Sumisión (kimura)                     | UFC Fight Night: Felder vs. Hooker            | 23 de febrero de 2020    | 1     | 3:29   | Auckland                       | Actuación de la Noche.                                                               |
| Derrota   | 10-1   | Misha Cirkunov      | Sumisión (corbata peruana)            | UFC Fight Night: Cowboy vs. Gaethje           | 14 de septiembre de 2019 | 1     | 3:38   | Vancouver, Columbia Británica  |                                                                                      |
| Victoria  | 10-0   | Sam Alvey           | TKO (puñetazos)                       | UFC 234                                       | 10 de febrero de 2019    | 1     | 2:49   | Melbourne                      |                                                                                      |
| Victoria  | 9-0    | Paul Craig          | Sumisión (kimura)                     | UFC Fight Night: dos Santos vs. Tuivasa       | 2 de diciembre de 2018   | 3     | 4:51   | Adelaida, Australia Meridional |                                                                                      |
| Victoria  | 8-0    | Chris Birchler      | TKO (puñetazos)                       | Dana White's Contender Series 14 24           | 24 de julio de 2018      | 1     | 4:23   | Las Vegas, Nevada              |                                                                                      |
| Victoria  | 7-0    | Doo Hwan Kim        | Decisión (unánime)                    | Hex Fight Series 13                           | 23 de marzo de 2018      | 5     | 5:00   | Melbourne                      | Defendió el Campeonato de Peso Semipesado de Hex Fight Series.                       |
| Victoria  | 6-0    | Steven Warby        | Decisión (unánime)                    | Hex Fight Series 12                           | 24 de noviembre de 2017  | 5     | 5:00   | Melbourne                      | Defendió el Campeonato de Peso Semipesado de Hex Fight Series.                       |
| Victoria  | 5-0    | Ben Kelleher        | Sumisión (estrangulamiento del brazo) | Hex Fight Series 9                            | 23 de junio de 2017      | 1     | 1:23   | Melbourne                      | Ganó el Campeonato de Peso Semipesado de Hex Fight Series.                           |
| Victoria  | 4-0    | Nathan Reddy        | TKO (puñetazos)                       | Hex Fight Series 8                            | 31 de marzo de 2017      | 1     | 4:59   | Melbourne                      |                                                                                      |
| Victoria  | 3-0    | Matt Eland          | TKO (puñetazos y codazos)             | Hex Fight Series 7                            | 2 de diciembre de 2016   | 1     | 2:55   | Melbourne                      |                                                                                      |
| Victoria  | 2-0    | Mike Turner         | Decisión (unánime)                    | Hex Fight Series 6                            | 24 de junio de 2016      | 3     | 5:00   | Melbourne                      |                                                                                      |
| Victoria  | 1-0    | Bruce Sessman       | Sumisión (barra de brazo)             | Hex Fight Series 5                            | 20 de febrero de 2016    | 1     | 4:01   | Melbourne                      | Debut en el peso semipesado.                                                         |